# Каракал (пістолет)

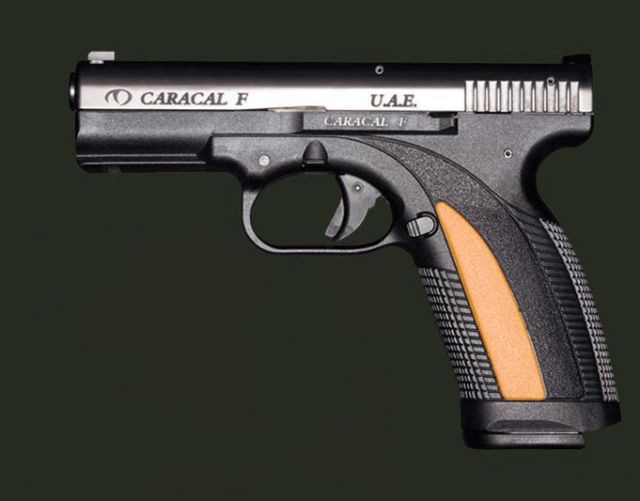
Пістолет Каракал (модель F)

Каракал (англ. Caracal) — самозарядний пістолет, вироблений компанією Caracal International LLC ( ОАЕ). Розроблений в 2002-2006 роках групою фахівців, на чолі якої стояв австрійський конструктор Вільгельм Бубітс (нім. Wilhelm Bubits).
Існує в трьох модифікаціях: F («full-size» — «повнорозмірна») — основна, «C» («compact») — зменшена і укорочена версія пістолета; «SC» («sub-compact») — ще більш мініатюрна модифікація .